# Canibalismo gastronómico
El canibalismo gastronómico es la acción o costumbre humana de comer carne de su misma especie sin un sentido ritual ni por hambruna extrema. La práctica se da por el consumo de forma gastronómica de los cuerpos humanos, generalmente es referido a la prehistoria y asociado al Homo antecessor. Es uno de los tres tipos de canibalismo humano registrados, junto al canibalismo por supervivencia y el canibalismo ritual.

## Origen
Los investigadores han descubierto esta práctica por restos encontrados de Homo antecessor principalmente en La Sima de los Huesos. La mayoría de los huesos se hallaban en un magnífico estado de conservación, sin embargo, aparecen fragmentados y con huellas de numerosos cortes y golpes muy similares a los que presentan otros animales descuartizados por el ser humano para su dieta habitual. Posteriormente, se llegó a la conclusión de que estos homínidos eran caníbales pero únicamente de forma práctica.